# Musikproduktion Dabringhaus und Grimm
Musikproduktion Dabringhaus & Grimm (MDG) is een Duits onafhankelijk platenlabel voor klassieke muziek. Het werd in 1978 gesticht door Werner Dabringhaus en Reimund Grimm, die anno 2012 nog steeds het bedrijf leiden. Reimund Grimm is op 15 augustus 2020 op 69-jarige leeftijd overleden.
MDG streeft ernaar om opnamen in hoge audiokwaliteit te produceren, en uitgaven van MDG worden in de audiofiele pers regelmatig geprezen voor hun opnamekwaliteit. Het is ook een van de weinige labels die naast cd's en sacd's ook dvd-audio's uitbrengt.
Tot de artiesten die regelmatig voor MDG opnemen of hebben opgenomen behoren onder meer:
- organist Ben van Oosten (de complete orgelwerken van Alexandre Guilmant, Charles-Marie Widor, Louis Vierne en Marcel Dupré);
  - verscheidene cd's van Ben van Oosten kregen een diapason d'or, onder meer zijn integrale opnamen van de orgelwerken van Vierne[1];
- organist Rudolf Innig (complete orgelwerken van Olivier Messiaen en Joseph Rheinberger);
- Consortium Classicum (kamermuziek van Wolfgang Amadeus Mozart en Anton Reicha);
- het Leipziger Streichquartett (complete strijkkwartetten van Franz Schubert, Ludwig van Beethoven en Felix Mendelssohn);
- het Utrecht String Quartet (complete strijkkwartetten van Alexander Glazoenov);
- het ensemble Musica Alta Ripa (concerten en kamermuziek van Johann Sebastian Bach en Georg Philipp Telemann);
- Beethoven Orchester Bonn (symfonieën van Dmitri Sjostakovitsj);
- pianisten Christian Zacharias (klavierconcerten van Mozart) en Steffen Schleiermacher (complete klavierwerken van John Cage).
  - Christian Zacharias kreeg een diapason d'or voor volume 4 en 6 in de reeks klavierconcerten van Mozart.[1]